# Австрия на летних Олимпийских играх 1964
Австрия принимала участие в Летних Олимпийских играх 1964 года в Токио (Япония) в четырнадцатый раз за свою историю, но не завоевала ни одной медали. Сборная страны состояла из 56 спортсменов (45 мужчин, 11 женщин), которые соревновались в 14 видах спорта:
- пятиборье: в командном зачёте австрийцы Рудольф Трост и Удо Бирнбаум хорошо показали себя в верховой езде, но в итоге заняли предпоследнее 10 место.
- греко-римская борьба (мужчины): Франц Бергер, Хельмут Лэнгле, Ханс Марте, Ойген Висбергер-младший.
- бокс
- академическая гребля
- гребля на байдарках и каноэ
- парусный спорт: Хуберт Раудашль — в классе «Финн», Карл Гайгер[1][2] и Вернер Фишер[3][4] в классе «Летучий голландец»
- фехтование (мужчины)
- спортивная гимнастика
- дзюдо (мужчины[5]): Австрию представляли 3 дзюдоиста.
- стрельба (мужчины)
- плавание
- прыжки в воду
- тяжёлая атлетика (мужчины)
- лёгкая атлетика:

женщины
- Инге Айгнер дошла до четвертьфинала в беге на 100 метров и сошла с дистанции в беге на 200 и 80 метров с барьерами.
- Улла Флегель слишком поздно узнала, что вышла в финал по прыжкам в высоту. Ей пришлось соревноваться босиком, и она потерпела неудачу без действительной попытки. Неудачи преследовали её и в пятиборье. В финальном забеге на 200 метров она повредила мышцу, не смогла финишировать и откатилась на последнее место.
- Лизе Прокоп соревновалась в прыжках в высоту.

мужчины
- Хельмут Хайд: бег 400 м с барьерами
- Рудольф Клабан вышел в полуфинал в беге на 800 метров
- Эрнст Зудек: метание диска (мужчины) — 20 место в квалификации, не вышел в финальные соревнования
- Хайнрих Тун: метание молота (мужчины) 15 место
- Фолькер Тульцер: бег на 1500 метров